# Mistrovství světa v atletice 2013 – Muži 100 metrů
Běh na 100 metrů mužů na Mistrovství světa v atletice 2013 se uskutečnil 10. a 11. srpna. Ve finálovém běhu zvítězil jamajský světový a olympijský rekordman Usain Bolt, který v něm zdolal druhého Američana Justina Gatlina o osm setin v jeho nejlepším čase sezóny 9,77.
Bolt byl od začátku šampionátu jasným favoritem, protože jeho největší soupeři se z různých důvodů nemohli mistrovství světa zúčastnit. Obhájce titulu Jamajčan Yohan Blake nemohl v Moskvě startovat kvůli svalovému zranění. Kim Collins z karibského ostrovu Svatý Kryštof a Nevis byl svým národním sportovním svazem vyloučen z týmu, kvůli noci strávené s manželkou na olympijských hrách v Londýně. Američan Tyson Gay a Jamajčan Asafa Powell měli pozitivní dopingový test a mistrovství se proto také nemohli zúčastnit.

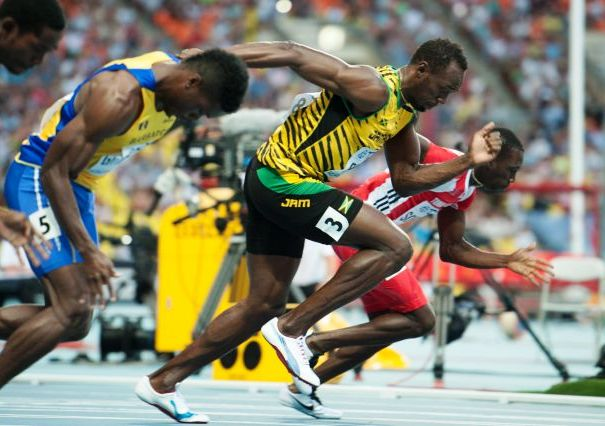
Usain Bolt v 7. dráze při rozbězích

## Výsledky finálového běhu
| Poř.             | Jméno               | Země               | Čas   | Poznámka |
| ---------------- | ------------------- | ------------------ | ----- | -------- |
| Zlatá medaile    | Usain Bolt          | Jamajka            | 9,77  | SB       |
| Stříbrná medaile | Justin Gatlin       | USA                | 9,85  | SB       |
| Bronzová medaile | Nesta Carter        | Jamajka            | 9,95  |          |
| 4                | Kemar Bailey-Cole   | Jamajka            | 9,98  |          |
| 5                | Nickel Ashmeade     | Jamajka            | 9,98  |          |
| 6                | Michael Rodgers     | USA                | 10,04 |          |
| 7                | Christophe Lemaitre | Francie            | 10,06 |          |
| 8                | James Dasaolu       | Spojené království | 10,21 |          |